# 东风渠 (郑州)
东风渠是一条位于河南省郑州市的引水渠。水渠总长约26.2公里，起点位于惠济区岗李村，向南经过索须河和贾鲁河，到白庙后转向东南方，至郑东新区龙子湖以南流入七里河。

## 历史
东风渠于1958年4月开建，1959年9月完工。黄河水曾于1960年和1961年被引入东风渠，但是由于黄河水中的泥沙过多，造成水渠不畅，加之大水漫灌导致次生盐碱地严重，1962年11月，河南省委决定停灌。1978年闸门封闭，废除索须河以北的的渠道，使东风渠成为郑州市区主要的排洪渠。

## 参看
- 东风路：沿东风渠修筑，并因之得名的一条主干道。